# Decade (fripSideのアルバム)
『Decade』（ディケイド）は、日本の音楽ユニット・fripSideが2012年12月5日にジェネオン・ユニバーサルから発売した第2期2枚目（通算7枚目）のオリジナルアルバム。

## 内容
前作『fripSide PC game compilation vol.1』から約11ヶ月ぶり、オリジナルアルバムとしては『infinite synthesis』から約2年ぶりのアルバム。
今作は結成10周年を記念して制作され、ボーカルには南條だけではなく、第1期のnaoも参加している。タイトルも直訳して「10年間」を意味している。
初回限定盤Blu-ray版と初回限定盤DVD版、通常盤の3形態で発売された。各初回限定盤はスペシャルパッケージ仕様で、今作のリード曲「Decade」のミュージック・ビデオとメイキング映像、今作のスポットCM映像、2012年10月8日に川崎CLUB CITTA'にて行われた収録プレミアムライブ『fripSide Premium Live Infinite Synthesis ～The Eve of Decade』のライブ映像を収録したBlu-rayとDVDが同梱されている。
当初は同年10月24日発売で、各初回限定盤には2010年12月5日に品川ステラボールにて行われた自主企画ライブ『GENEON fripSide FESTIVAL 2010』のfripSide出演シーンを中心としたライブ映像が収録される予定であったが、映像音源に不具合が見つかったため、発売日と初回限定盤のライブ映像特典が変更となった。また、各初回限定盤の予約購入特典として、前述の自主企画ライブ『GENEON fripSide FESTIVAL 2010』でfripSideが披露した楽曲にレコーディング音源を合致させたミュージッククリップを収録したDVD「Infinite Recollections 〜Geneon fripSide Festival 2010〜」が同梱された。

## 収録曲
1. Decade [7:10]
作詞・作曲・編曲：八木沼悟志
今作のリード曲にして表題曲。naoとのデュエットで制作された。歌詞には第1期と第2期の楽曲のフレーズが取り入れられているが、八木沼曰く「作詞に苦労し10日ほど要した」という[注 1][1]。ミュージック・ビデオには俳優のルー大柴が出演している。
第2期ベストアルバム『the very best of fripSide 2009-2020』にも収録。
2. way to answer [4:45]
作詞：yuki-ka、八木沼悟志
作曲・編曲：八木沼悟志
5thシングルの表題曲。
3. fortissimo -the ultimate crisis- [4:56]
作詞：yuki-ka
作曲・編曲：八木沼悟志
3rdシングルのカップリング曲。
4. come to mind (version3) [5:40]
作詞：八木沼悟志、nao
作曲：八木沼悟志
編曲：齋藤真也
第1期1stアルバム『first odyssey of fripSide』の収録曲のセルフカバー。
5. Heaven is a Place on Earth [5:16]
作詞：八木沼悟志、yuki-ka
作曲・編曲：八木沼悟志
4thシングルの表題曲。
6. fortissimo -from insanity affection- [5:00]
作詞：yuki-ka
作曲：八木沼悟志[注 2]
編曲：川﨑海
7. grievous distance [4:49]
作詞：南條愛乃
作曲・編曲：八木沼悟志
タイトルは南條が移動中に考案したもので、締切直前までなかなか思い浮かばず、辞書サイトで「悲痛な」を意味する「grievous」という単語を見つけたことにより、このタイトルが名付けられた[1]。
8. whitebird [6:51]
作詞・作曲・編曲：八木沼悟志
横浜の海の景色をテーマとした曲である[1]。
9. a silent voice [6:21]
作詞：くまのきよみ
作曲：八木沼悟志
編曲：齋藤真也
第2期ベストアルバム『the very best of fripSide -moving ballads-』にも収録。
10. message (version2) [5:32]
作詞・作曲・編曲：八木沼悟志
第1期2ndアルバム『2nd fragment of fripSide』収録曲のセルフカバー。
第2期ベストアルバム『the very best of fripSide -moving ballads-』にも収録。
11. re:ceptivity [4:59]
作詞：nao、山下慎一狼
作曲・編曲：八木沼悟志、川﨑海
naoのソロ楽曲。
12. infinite orbit [4:45]
作詞：yuki-ka
作曲・編曲：八木沼悟志
13. endless memory 〜refrain as Da Capo〜 [5:58]
作詞：南條愛乃
作曲：八木沼悟志
編曲：齋藤真也
歌詞はタイアップ先のゲームソフト『D.C.III R 〜ダ・カーポIIIアール〜』の物語ありきで制作された[1]。

## 収録映像曲

### fripSide Premium Live Infinite Synthesis ～The Eve of Decade
本編
1. way to answer
2. closest love
3. future gazer
4. everlasting
5. 悲しい星座
6. trusty snow
7. come to mind (version 3)
8. Heaven is a Place on Earth
9. fortissimo -the ultimate crisis-
10. only my railgun

アンコール
1. meditations
2. LEVEL5-judgelight-

### Infinite Recollections 〜Geneon fripSide Festival 2010〜
1. future gazer
2. late in autumn
3. LEVEL5-judgelight-
4. only my railgun

## 参加ミュージシャン

### CD
fripSide
- 八木沼悟志：Synthesizer & All Instruments Programming (全曲)
- 南條愛乃：Vocal (#11を除く全曲)
- nao：Vocal (#1,11)

Additional Musician
- a2c：Guitar (#1,2,5,8,10)
- 戸口田隆広：Guitar (#3,6,11,12)
- 海老澤祐也：Guitar (#4,9,13)
- 星野威：Guitar (#7)
- 中平"チェリー"皓也：Bass (#8,10)
- 八木一美：Drums (#8,10,11)
- masa：Chorus (#10)

### Blu-ray・DVD
fripSide
- 八木沼悟志：Synthesizer、Guitar
- 南條愛乃：Vocal

バンドメンバー
- 星野威：Guitar
- 石田健太：Bass
- 八木一美：Drums

ゲスト出演
- マギー審司
- マギー利博

## タイアップ
- PlayStation Portable専用ゲームソフト『とある科学の超電磁砲』オープニングテーマ (#2)
- Windows XP/Vista/7専用ゲームソフト『fortissimo//Akkord:Bsusvier』オープニングテーマ (#3)
- キングレコード・ティ・ジョイ配給アニメ映画『ハヤテのごとく！HEAVEN IS A PLACE ON EARTH』主題歌 (#5)
- Windows XP/Vista/7専用ゲームソフト『fortissimo EXS//Akkord:nächsten Phase』サクラルートオープニングテーマ (#6)
- Android/iOS専用ソーシャルゲーム『ギャラクシーダンジョン』主題歌 (#12)
- Windows XP/Vista/7/8専用ゲームソフト『D.C.III R 〜ダ・カーポIIIアール〜』主題歌 (#13)